# هیپرپلازی

تفاوت تکثیر نرمال (بالا)، هایپرتروفی (وسط) و هایپرپلازی (پایین)

بیش‌رویش، هایپرپلازی (به انگلیسی: Hyperplasia) یا هایپرجنزی  افزایش شمار یاخته‌های بهنجار در بافت یا عضو است.
بیش‌رویش به معنی افزایش در تکثیر سلول و در نتیجه افزایش شمار آن است. در هایپرپلازی ممکن است شاهد بزرگ شدن عمده و فاحش در اندازهٔ اندام بوده و گاهی با نئوپلازی خوش‌خیم (تومور خوش‌خیم) اشتباه گرفته می‌شود.
هایپرپلازی اغلب پاسخی اولیه به تحریک غیرطبیعی در روند تکثیر سلولی است و در آن شکل میکروسکوپی سلول طبیعی بوده اما میزان تکثیر بیشتر از حد نیاز است. اگر رشد غیرطبیعی به‌جای شمار سلول، در اندازه سلول رخ بدهد هایپرتروفی نام می‌گیرد.

## تفاوت‌های معنایی
در تفاوت معنایی هایپرپلازی و نئوپلازی می‌توان گفت که هایپرپلازی یک پاسخ فیزیولوژیک طبیعی (نرمال) به یک محرک خاص در نظر گرفته شده‌است و رشد هایپرپلاستیک در یاخته‌ها مشروط به مکانیسم‌های کنترل نظارتی نرمال باقی می‌ماند. اما در نئوپلازی (فرایند اساسی سرطان و تومورهای خوش‌خیم) سلول‌های دارای ژنتیک غیرطبیعی در شیوه‌ای غیر فیزیولوژیک و بی‌توجه به محرک‌های نرمال تکثیر می‌یابند. به عبارت دیگر در هایپرپلازی، تکثیر فیزیولوژیکی سلول ممکن است در مرحلهٔ دوم و به خاطر یک علت پاتولوژیک پدیدار شود و با این حال، ماهیت تکثیر پاسخی طبیعی به یک وضعیت غیرطبیعی است، برعکس و در مقابل در نئوپلازی، تکثیر به خودی خود غیرطبیعی است و بدون مکانیسم کنترل انجام می‌شود.

## نمونه‌های هایپرپلازی
فهرست زیر برخی نمونه‌های بالینی بیش‌رویش یا شرایط منجر به آن است:
- هایپرپلازی خوش‌خیم پروستات: که در زبان عامه به آن بزرگی پروستات گفته می‌شود.
- بیماری کوشینگ: از علتهای سندروم کوشینگ که در آن هایپرپلازی کورتکس در غده آدرنال اتفاق می‌افتد.
- هایپرپلازی در اندومتریوم: یا هایپرپلازی اندومتریال که در اندومتریوم یا غشای درونی رحم ایجاد می‌شود.
- هایپرپلازی جبرانی در کبد: پس از یک آسیب حاد کبدی و برای جبران بخش از دست رفته کبد انجام می‌شود.